# 銳舞

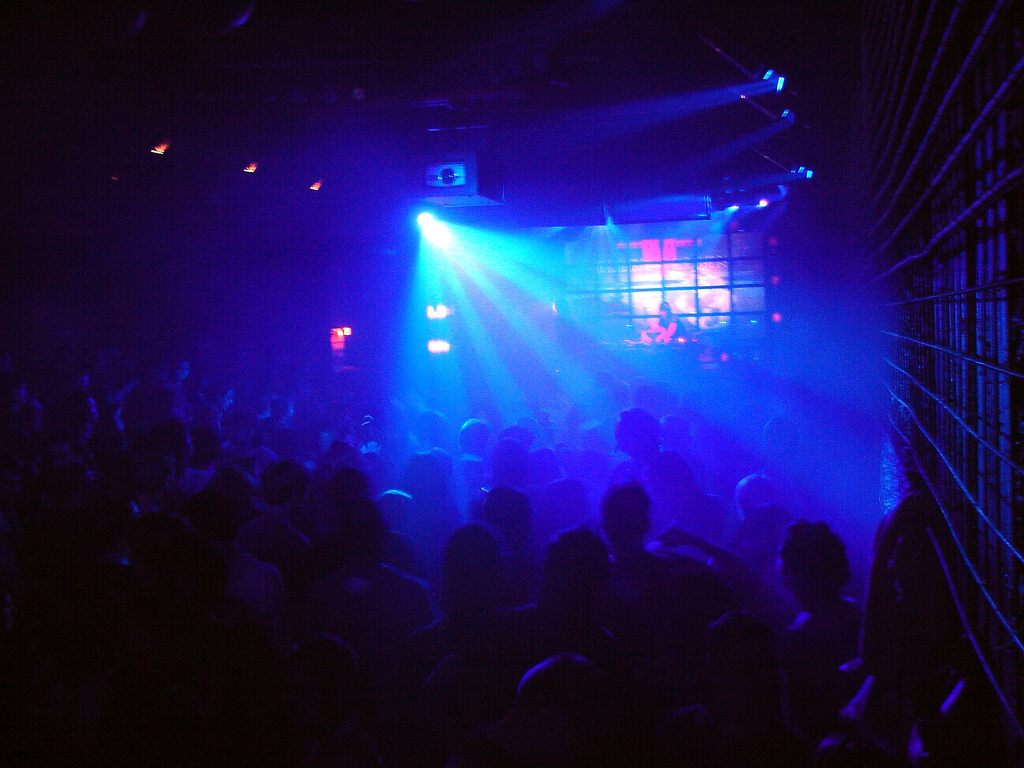

銳舞（英語：Rave，源自英语动词：to rave）或銳舞派對（Rave party），銳舞是從英文的“rave”音譯而來，當初這個字是1960年代倫敦的加勒比海裔居民用來稱呼派對的俚語。锐舞是在仓库、俱乐部或其他公共或私人场所举行的舞蹈派对，通常由唱片骑师（DJ）播放电子舞曲。1980年代末期，新聞記者將這個字轉變成稱呼那些從酸浩室 / 迷幻浩室運動中，發展出來的一種派對現象及亚文化。这种风格与20世纪90年代早期的舞曲音乐场景联系最为紧密，当时唱片骑师在非法活动中播放以电子舞曲为主的音乐风格，涵盖了各种子流派，包括鼓打贝斯、回响贝斯、陷阱音乐、霹雳舞、快乐硬核、出神、科技舞曲、硬核、浩室和另类舞曲。
反對銳舞的人試圖將銳舞在各種法域中非法化，針對其中非法藥物的使用與交易，以及未成年者飲用酒精飲料。有些大眾媒體，特別是美國電視新聞雜誌以及英國小報，會刻意去呈現出銳舞或raver比較聳動的那一面，使得大家對銳舞這個詞產生負面的觀感。而在中文地區亦有人以狂野派對形容銳舞。
為使香港的年青人遠離銳舞派對，香港政府曾在2000年代初期大力推動Para Para，並邀請郭富城等知名藝人站台，又資助他們拍電影，使香港人漸漸沉迷於Para Para而遠離銳舞派對。

## 術語
- 銳：指很有銳舞風格的裝扮（例：哇！你今天穿的很銳耶）
- 銳褲：指銳舞風格的褲子（通常為：褲管超大超寬鬆，顏色搶眼絢麗，口袋大，穿著跳舞很有型）[來源請求]

## 理想與爭議
和宗教儀式相類的是，銳舞也有他的精神主張：PLUR。所謂PLUR是以下幾個字的大楷簡寫：Peace（和平）、Love（愛）、Unity（團結）和Respect（尊重），其精神和60年代的嬉皮士相類。銳舞派對的原意是追尋一個友愛，沒有歧視爭鬥的世界。不論是巫教祭典、嬉皮士還是銳舞派對，迷幻藥物都佔著一席之地。

## 參看
- 派對
- 轟趴

## 外部連結
- Underave: Spanish freetekno node （页面存档备份，存于）
- Marginal Groove: The Politics of Raves in Richmond （页面存档备份，存于）
- Hyperreal （页面存档备份，存于） - the original rave resource on the Net
- Rave FAQ （页面存档备份，存于） from 1995
- Wayne Anthony's Acid House E-Group （页面存档备份，存于）

- ACLU: Media coverage on raves
- Electronic Music Defense & Education Fund （页面存档备份，存于）

- Streaming electronic music radio stations that include live mixes from bedroom DJs and live mixes from clubs include:
  - Digitally Imported （页面存档备份，存于）
  - Purerave （页面存档备份，存于）
  - TranceAirWaves （页面存档备份，存于）